# Lubov Gazov

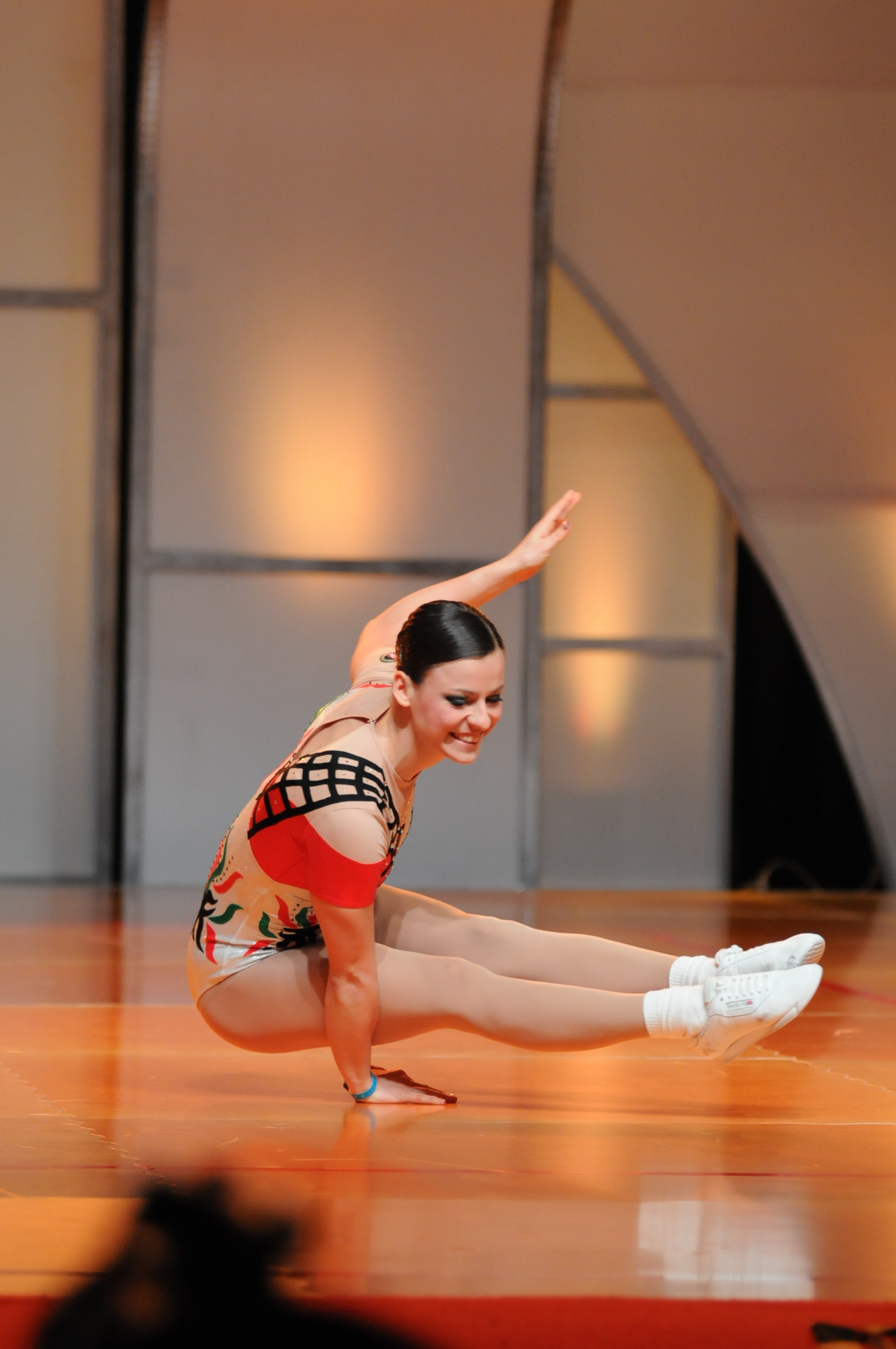
Lubov Gazov (2011)

Lubov „Lubi“ Gazov (* 6. März 1989 in Sofia, Bulgarien) ist eine österreichische Sportaerobicerin. Bei der Weltmeisterschaft 2012 in Sofia erreichte sie den dritten Platz in der Kategorie Einzel Frauen. Ein Jahr später holte sie Bronze bei den World Games in Cali. Ende 2013 kam der Vizeeuropameistertitel hinzu. In Cancún 2014 wurde sie Weltmeisterin.

## Werdegang
Lubi Gazov kam sechs Monate nach ihrer Geburt nach Österreich und maturierte 2007 im Sportzweig am BORG Linz. Danach folgte ein Studium der Sportwissenschaft auf der Universität Salzburg. Ihre Sportkarriere begann mit Rhythmischer Sportgymnastik, in der sie einen Titel bei Österreichischen Staatsmeisterschaften holte. Ab 2002 konzentrierte sie sich auf die Sportaerobic und legte so den Grundstein für zahlreiche internationale Erfolge. Gazov trainiert mit ihrer Mutter in Linz und startet für den TSV Ottensheim.

## Erfolge
Lubi Gazov siegte bei jedem ihrer Antritte bei Österreichischen Meisterschaften und holte sich 15 Titel.
2004 wurde sie Siebte der FIG-Junioren-WM in Sofia. Ein Jahr später gewann sie den U18-Weltcup in Mexiko-Stadt. 2006 folgte der Sieg beim ANAC World Showcase und 2007 der dritte Platz beim Weltcup in Los Angeles.
Im Herbst 2009 gab Gazov als Weltranglisten-Sechste den Rücktritt bekannt. Die Linzerin konnte das Studium in Salzburg mit dem Spitzensporttraining nicht mehr unter einen Hut bringen. Ein Jahr nach dem Rücktritt stieg Gazov im November 2010 wieder in den Wettkampfsport ein. Nach dem Sieg des Austrian Aerobic Open folgte beim Weltcup in Las Vegas 2011 die Silbermedaille. Im selben Jahr gewann sie Bronze beim Hungarian Open und wurde Vierte bei der Europameisterschaft in Bukarest. Im Sommer 2012 gewann sie die Bronzemedaille bei der Weltmeisterschaft in Sofia. Ein Jahr später erreichte Gazov wieder Bronze bei den World Games in Cali. Ende 2013 erkämpfte sie sich in Arques den Vizeeuropameistertitel. Bei der Weltmeisterschaft 2014 in Cancún holte sie die Goldmedaille. Zwischen 2012 und 2015 erreichte Gazov sechs Weltcupsiege. Darüber hinaus ist Gazov Weltrekordhalterin mit 210 Double-Wenson-Liegestützen.

## Auszeichnungen
- 2013: Goldenes Verdienstzeichen der Republik Österreich